# Verbandsgemeinde Altenglan
La comunità amministrativa di Altenglan (Verbandsgemeinde Altenglan) era una comunità amministrativa della Renania-Palatinato, in Germania.
Faceva parte del circondario di Kusel.
A partire dal 1º gennaio 2018 è stata unita alla comunità amministrativa di Kusel per costituire la nuova comunità amministrativa Kusel-Altenglan.

## Suddivisione
Comprendeva 16 comuni:
1. Altenglan
2. Bedesbach
3. Bosenbach
4. Elzweiler
5. Erdesbach
6. Föckelberg
7. Horschbach
8. Neunkirchen am Potzberg
9. Niederalben
10. Niederstaufenbach
11. Oberstaufenbach
12. Rammelsbach
13. Rathsweiler
14. Rutsweiler am Glan
15. Ulmet
16. Welchweiler

Il capoluogo era Altenglan.